# Balclutha alstoni
Balclutha alstoni är en insektsart som beskrevs av Knight 1987. Balclutha alstoni ingår i släktet Balclutha och familjen dvärgstritar. Inga underarter finns listade i Catalogue of Life.